# Débuts
Au théâtre, les débuts étaient l'épreuve que tout nouvel acteur, chanteur ou danseur d'une troupe devait subir. Aujourd'hui le terme signifie uniquement que c'est sa première apparition sur scène.
Convoqué à la Comédie-Française, à l'Opéra ou à l'Opéra-Comique par l'un des gentilshommes de la chambre du roi, l'acteur recevait un ordre de début auquel il ne pouvait se soustraire, sous peine de se voir interdire de paraître sur toutes les scènes de France. Il effectuait en général trois débuts au terme desquels le public décidait de son sort dans la troupe. Avec l'accord de la direction, il pouvait choisir l'emploi et les rôles dans lesquels il voulait paraître.
Les débuts pouvaient avoir lieu à tout moment de l'année, mais l'ouverture de la saison théâtrale (après Pâques) était la période de prédilection des théâtres parisiens, permettant aux directeurs de renouveler leur troupe. En province, les débuts prenaient parfois des allures d'affaire d'État et il n'était pas rare que le jeu d'un nouvel acteur engendre le désordre, voire une émeute parmi les spectateurs.
À la fin de l'Ancien Régime, on tenta de remédier aux inconvénients des débuts :
- trois débuts étaient parfois insuffisants pour juger des qualités d'un nouvel acteur ;
- les rôles choisis par le débutant ne présageaient nullement de ses talents réels et futurs dans la troupe (un candidat pouvait perdre ses moyens, un autre pouvait faire illusion) ;
- le public était seul juge et l'administration du théâtre était tenue de suivre son avis.

Une profonde réforme eut lieu au début du XIXe siècle : par exemple à Bruxelles, on prit un arrêté pour le Théâtre de la Monnaie en 1825, étendant la période des débuts à un mois entier, au cours duquel la direction du théâtre pouvait faire jouer le nouvel acteur autant de fois qu'elle le jugerait nécessaire.
La pratique des débuts fut officiellement abolie en 1830 pour les principaux théâtres parisiens, mais la coutume s'est perpétuée ailleurs jusqu'au début du XXe siècle.